# Kaplja vas (Sevnica)
Kaplja vas is een plaats in Slovenië en maakt deel uit van de gemeente Sevnica in de NUTS-3-regio Spodnjeposavska. De plaats telde 53 inwoners op 1 januari 2020.

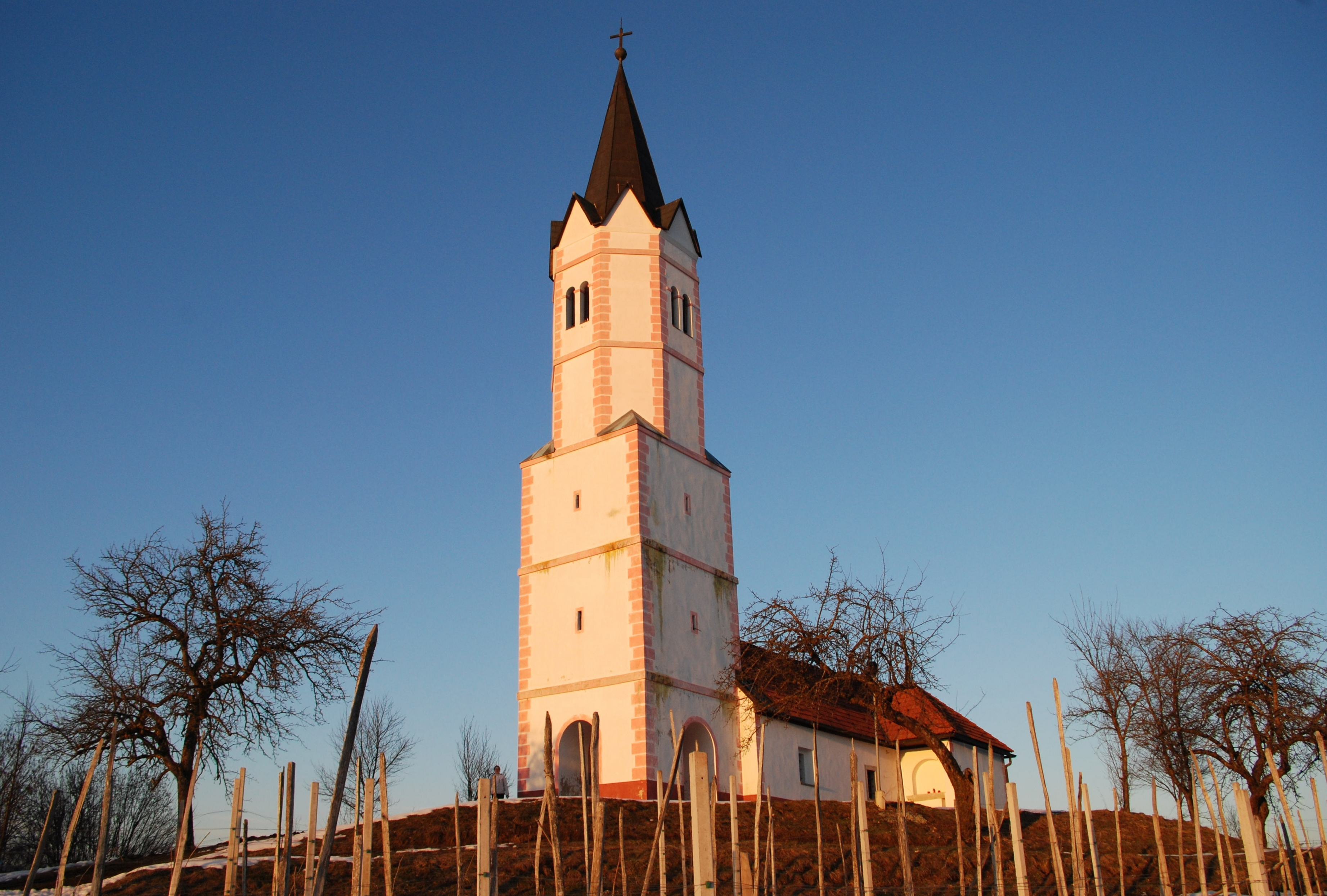
Kerk van Kaplja vas
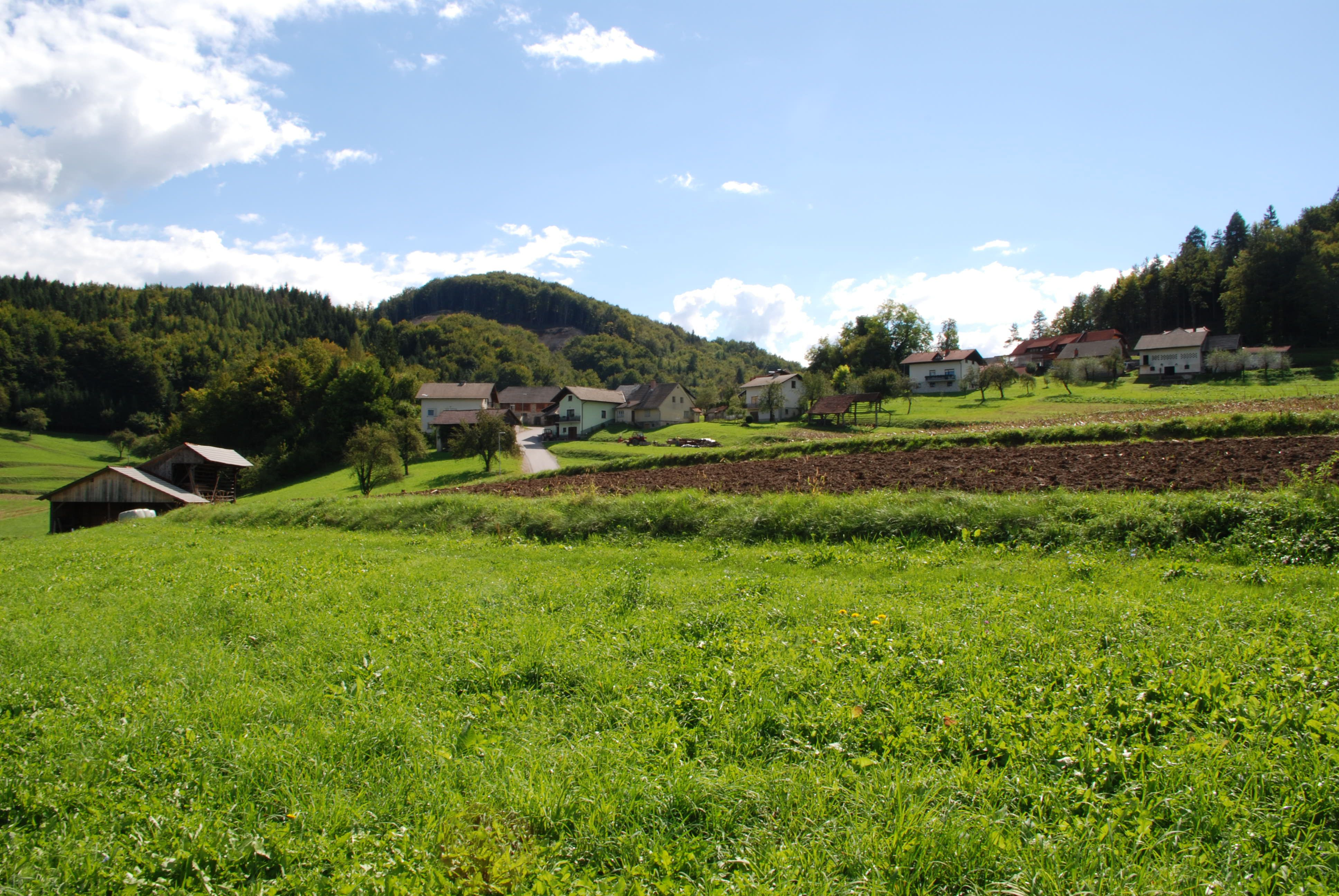
Kaplja vas